# Луїсвілл (Огайо)
Луїсвілл (англ. Louisville) — місто (англ. city) в США, в окрузі Старк штату Огайо. Населення — 9521 особа (2020).

## Географія
Луїсвілл розташований за координатами 40°50′12″ пн. ш. 81°15′52″ зх. д. / 40.83667° пн. ш. 81.26444° зх. д. (40.836576, -81.264536).  За даними Бюро перепису населення США в 2010 році місто мало площу 14,23 км², уся площа — суходіл.

## Демографія
Згідно з переписом 2010 року, у місті мешкало 9186 осіб у 3727 домогосподарствах у складі 2498 родин. Густота населення становила 646 осіб/км².  Було 3995 помешкань (281/км²).
Расовий склад населення:
| - 98,3 % — білих - 0,3 % — азіатів - 0,2 % — корінних американців - 0,2 % — чорних або афроамериканців |

До двох чи більше рас належало 0,9 %. Частка іспаномовних становила 1,3 % від усіх жителів.
За віковим діапазоном населення розподілялося таким чином: 25,4 % — особи молодші 18 років, 56,6 % — особи у віці 18—64 років, 18,0 % — особи у віці 65 років та старші. Медіана віку мешканця становила 39,4 року. На 100 осіб жіночої статі у місті припадало 86,8 чоловіків;  на 100 жінок у віці від 18 років та старших — 83,8 чоловіків також старших 18 років.
Середній дохід на одне домашнє господарство  становив 59 568 доларів США (медіана — 48 827), а середній дохід на одну сім'ю — 67 715 доларів (медіана — 59 107). Медіана доходів становила 49 013 долари для чоловіків та 40 590 доларів для жінок. За межею бідності перебувало 6,6 % осіб, у тому числі 7,5 % дітей у віці до 18 років та 8,1 % осіб у віці 65 років та старших.
Цивільне працевлаштоване населення становило 4490 осіб. Основні галузі зайнятості: освіта, охорона здоров'я та соціальна допомога — 22,2 %, виробництво — 19,3 %, роздрібна торгівля — 11,2 %, мистецтво, розваги та відпочинок — 8,6 %.